# Sigurd Tesche
Sigurd Tesche (* 24. April 1940 in Haan; † 12. Januar 2020 in Leichlingen-Witzhelden, Rheinland) war ein deutscher Dokumentarfilmer, der vor allem durch Unterwasser-Dokumentationen bekannt geworden ist.

## Leben
Tesche wuchs in Solingen-Schaberg in der Nähe der Müngstener Brücke auf. Nach seinem Abitur studierte er drei Jahre Fotografie, Grafik und Design an der Fachschule für Kunst und Gestaltung in Solingen und bei Arthur Wasserloos (1909–2001) in Wuppertal. Anschließend setzte er seine Ausbildung mit einem Volontariat beim Kameramann und Werbefilmproduzenten Peter Conrad (von Cobrafilm) und bei Leo Bermel, Wirtschaftsredakteur beim Solinger Tageblatt, fort. 1965 absolvierte er seine Fotografenmeisterprüfung mit Diplom. Beeinflusst von Hans Hass gründete Tesche 1967 in Leichlingen sein eigenes Unternehmen Tesche Dokumentarfilm-Produktion. In der Folgezeit entstanden mehr als 600 Filme, die sich unter anderem mit Haien, Kraken, Seepferdchen und anderen Meerestieren befassen. Einige Beiträge drehte Tesche für die NDR-Reihe Expeditionen ins Tierreich und für die VOX-Reihe Tierzeit.
Tesches in Leichlingen geborene Tochter Natali Tesche-Ricciardi (* 1971) arbeitet seit 2003 ebenfalls als Dokumentarfilmerin.
Im Jahr 2000 erhielt er in Solingen den Kulturpreis der Bürgerstiftung Baden. 2018 wurde Tesche für seine Mitarbeit an der BBC-Produktion Der blaue Planet für den Publikumspreis des Umweltmedienpreises der Deutschen Umwelthilfe nominiert.
Ab den 1970er-Jahren lebte Tesche im Ortsteil Witzhelden von Leichlingen im Rheinland. Er verstarb im Alter von 79 Jahren im Januar 2020 und wurde am 22. Januar 2020 auf dem Friedhof Witzhelden beigesetzt.

## Filmografie (Auswahl)
- 2004: Die fantastische Reise mit dem Golfstrom
- 2004: Abenteuer unter Wasser (8 Teile mit Volker Arzt)
- 2005: Wild Water World (6 Teile)
- 2007: Die Kraken vom Stromboli („Bester Meeresfilm 2009“, Green-Screen-Naturfilmfestival)
- 2007: Auf der Fährte der Thunfische
- 2008: Geheimnisvolle Muränen
- 2008: Unternehmen Oktopus
- 2009: Scharfschützen der Meere – Fangschreckenkrebse (mit Natali Tesche-Ricciardi)
- 2010: Ritt durchs Riff – Auf den Spuren der Seepferdchen (mit Natali Tesche-Ricciardi)
- 2010: Die Wupper – Amazonas im Bergischen Land (mit Natali Tesche-Ricciardi)
- 2015: Kühle Schönheiten – Alpenseen (mit Natali Tesche-Ricciardi)
- 2017: Der blaue Planet
- 2018: Die wilde Wupper
- 2020: Das Bergische Land – Wasser, Wälder, Wunderwelten

## Schriften (Auswahl)
- mit Alfred Thorwarth und Natali Tesche: Mittelmeer 2000. Die nächsten Jahre entscheiden. Hamburg, Hoffmann und Campe, 1992, ISBN 3-455-08392-7.
- mit Volker Arzt: Die fantastische Reise mit dem Golfstrom: Europa im Wärmebad, Band 1. 2004
- (Hrsg.): Die Wupper – Amazonas im Bergischen Land, Remscheid. RGA-Buchverlag, 2009, 5. Aufl. 2016, ISBN 978-3-940491-08-4.
- (Hrsg.): Als das Bergische Land noch am Äquator lag, Remscheid. RGA-Buchverlag, 2012, ISBN 978-3-940491-22-0.